# 德巴里 (佛罗里达州)
德巴里（英語：DeBary），是美国佛罗里达州沃盧西亞縣下属的一座城市。建立于1993年。面积约为55.5平方公里（约合21.4平方英里）。根据2010年美国人口普查，该市有人口19,320人。论人口在本州排行第107。